# Retiro del Transbordador Espacial

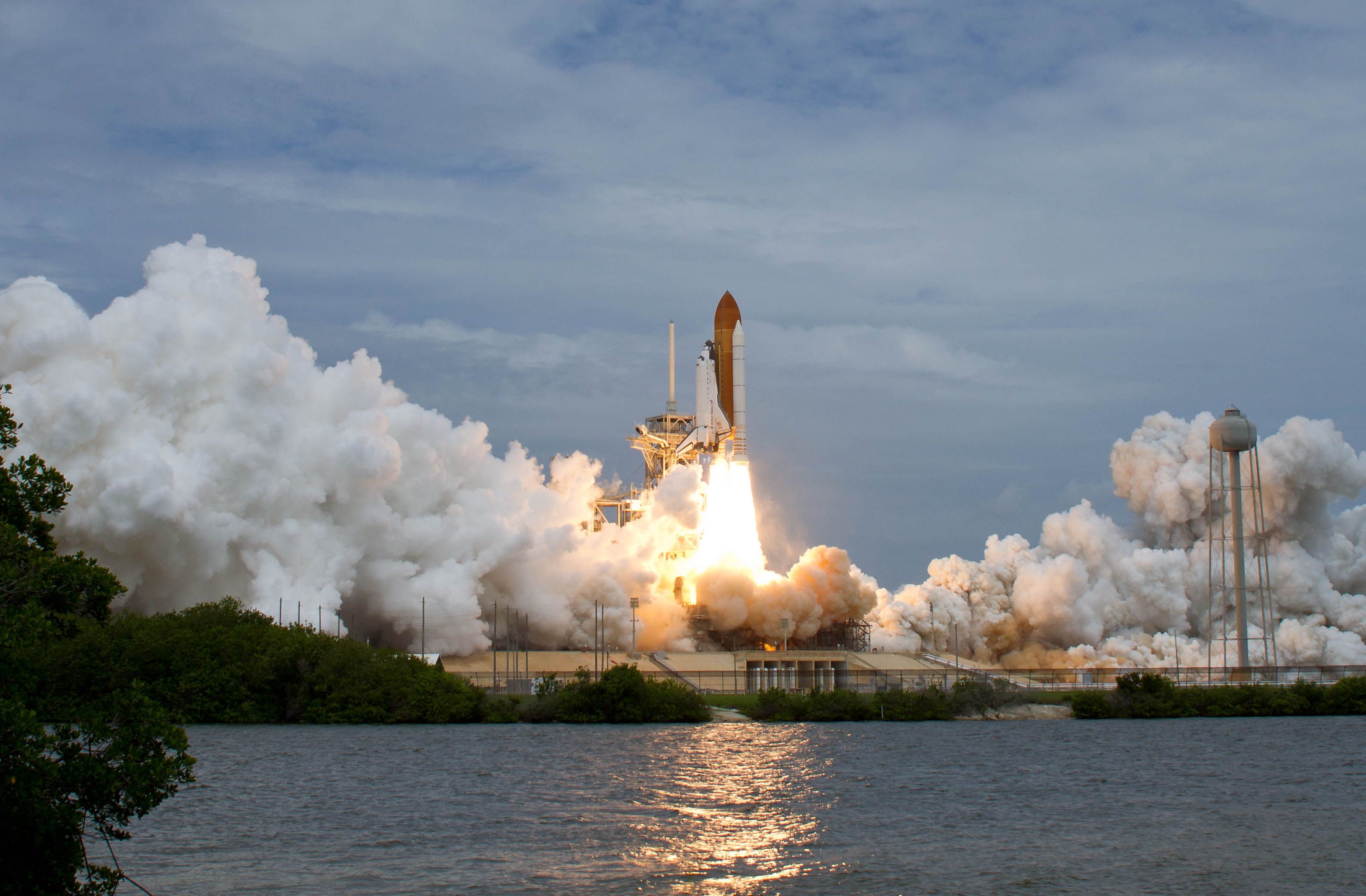
El transbordador Atlantis empezando la última misión del programa de lanzaderas espaciales.

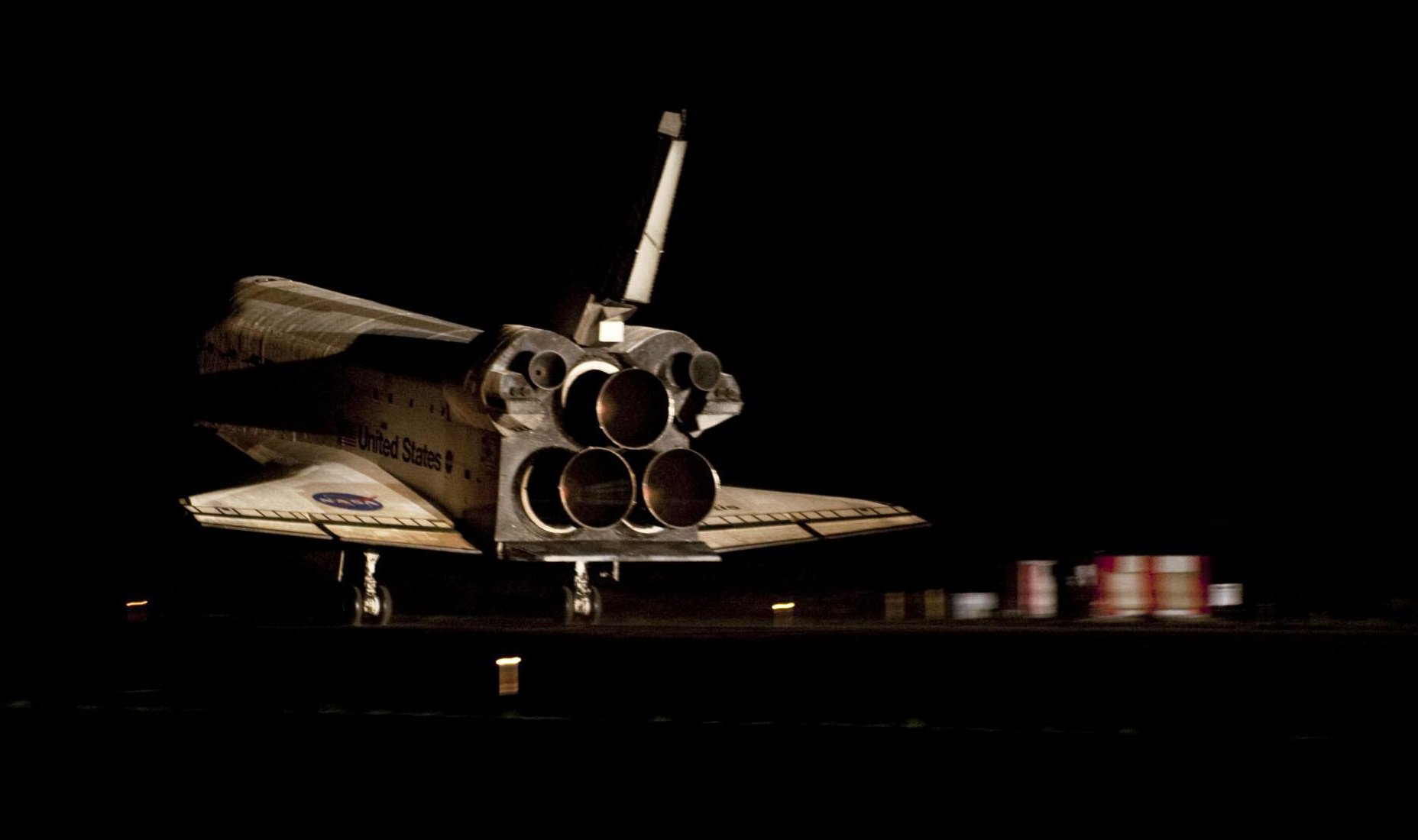
El transbordador Atlantis toca tierra por última vez el 21 de julio de 2011, al final de la misión STS-135.

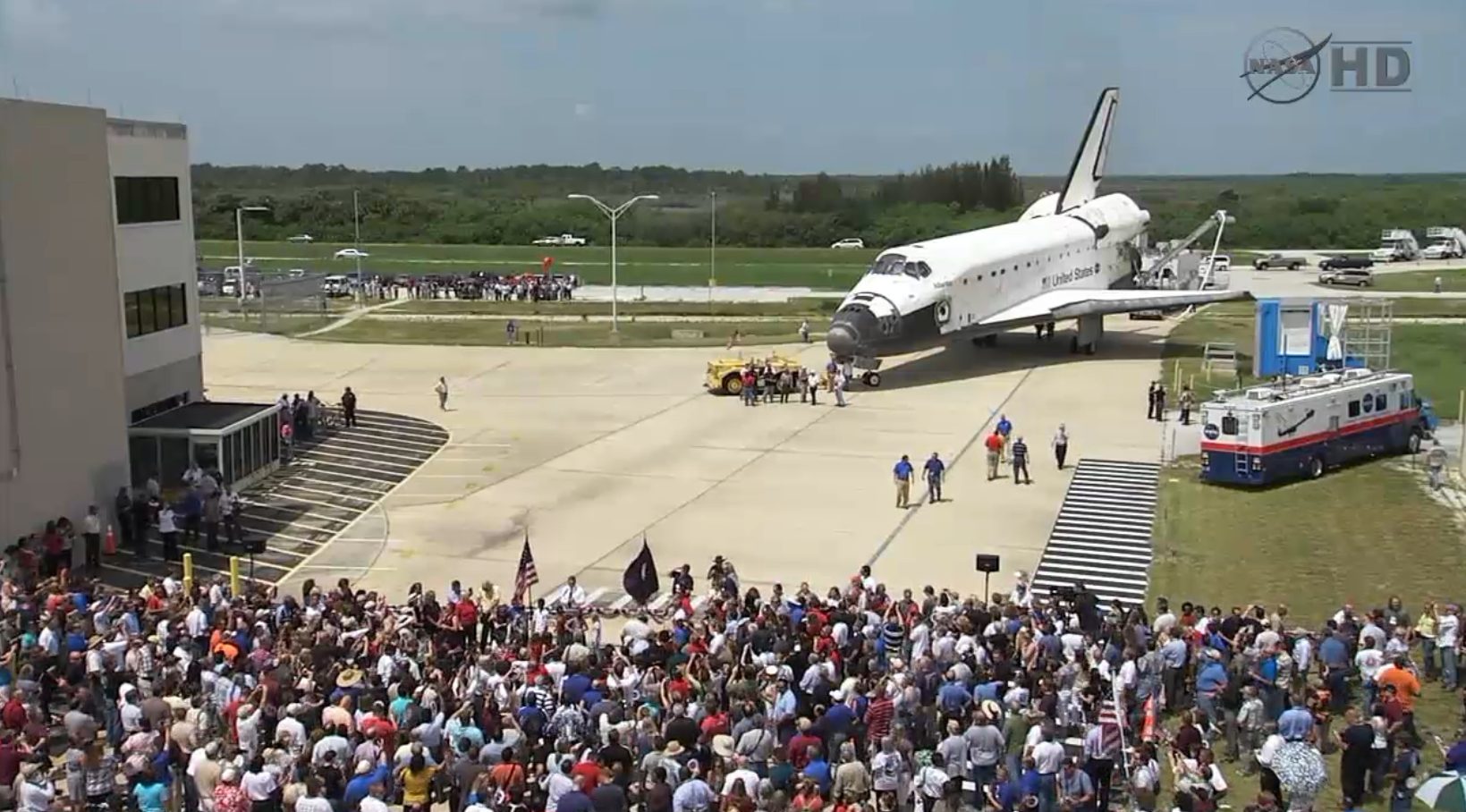
Recibimiento del transbordador Atlantis después de la última misión.

La retirada del transbordador espacial como elemento de la flota de la NASA se llevó a cabo entre marzo y julio de 2011. El Discovery fue el primero de los tres transbordadores espaciales activos en ser retirado, completando su última misión el 9 de marzo de 2011. El transbordador espacial Endeavour también fue retirado el 1 de junio de 2011, y ya en julio lo fue el Atlantis, provocando así el final del programa de transbordadores espaciales de 30 años.
El transbordador originalmente fue concebido y presentado al público en 1972, con el nombre de “Camión espacial”, el cual sería empleado entre otras cosas para la creación de la estación espacial de los Estados Unidos en una órbita baja de la tierra en los inicios de los años 1990 y después sería reemplazado por un nuevo vehículo. Cuando el concepto de la Estación Espacial Americana evolucionó a la Estación espacial internacional (ISS), ésta sufrió retrasos y cambios en el diseño antes de poder ser completada. La vida útil del transbordador fue ampliada varias veces hasta el 2011 cuando finalmente fue retirado. [cita requerida]
En el 2010 el transbordador se programó oficialmente en retiro, con el Atlantis fuera de servicio primero después del STS-132 en mayo de ese año, pero el programa se extendió una vez más, cuando las 2 últimas misiones planeadas se retrasaron para hasta el 2011. Más tarde, una misión adicional fue arreglada para el Atlantis para julio de 2011, extendiendo el programa más allá. Contra propuestas para el retiro de los transbordadores fueron consideradas por el Congreso y el Principal Contratista fue United Space Alliance en la primavera del 2010.
El hardware desarrollado para el transbordador espacial tuvo varios finales con la finalización del programa, incluyendo donación, desuso y reutilización. Un ejemplo de reutilización es uno de los tres Módulos logísticos multipropósito (MPLM), fue convertido en un módulo permanente para la Estación Espacial Internacional.

## Destino delhardwaredel programa STS

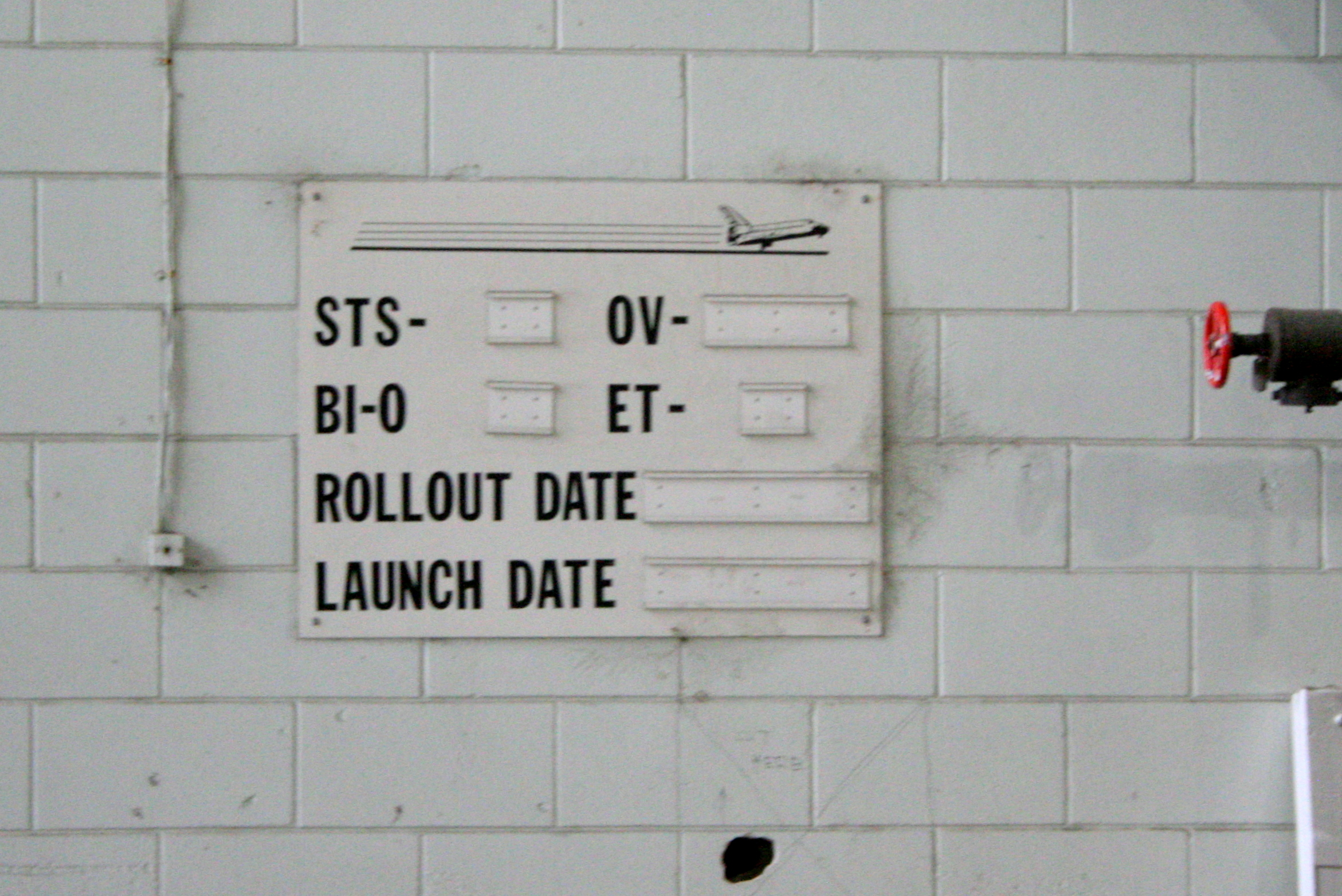
Empty status board in the Vehicle Assembly Building

### Orbitadores
El 12 de abril de 2011, la NASA anunció una selección de localidades para los restantes transbordadores.:
|  | Transbordador Nombre | Transbordador Designación | Destino de Retiro                                                                               |
|  | -------------------- | ------------------------- | ----------------------------------------------------------------------------------------------- |
|  | Enterprise*          | OV-101                    | Intrepid Sea-Air-Space Museum, New York City, New York                                          |
|  | Discovery            | OV-103                    | Udvar-Hazy Center, Smithsonian Institution's National Air and Space Museum, Chantilly, Virginia |
|  | Atlantis             | OV-104                    | Kennedy Space Center, Merritt Island, Florida                                                   |
|  | Endeavour            | OV-105                    | California Science Center, Los Angeles, California.                                             |

* Antes de mudarse a New York, la Enterprise fue exhibida en el Udvar-Hazy Center, en el instituto Smithsonian de la National Air and Space Museum, en Chantilly, Virginia, donde el Discovery ha tomado su lugar.

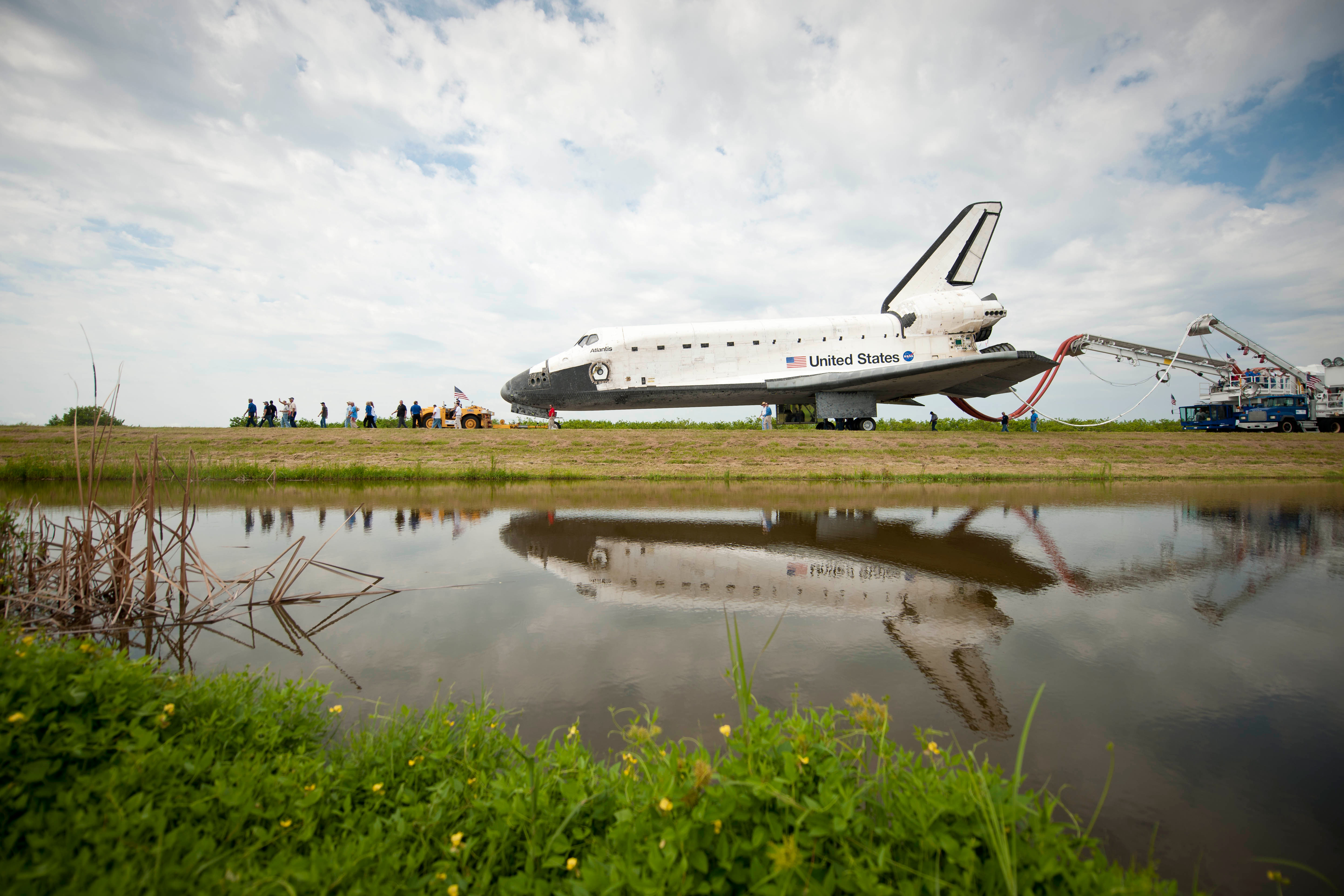
Space Shuttle Atlantis towed back to the Orbiter Processing Facility for the last time at the end of the Shuttle program

Museos y otras instalaciones no fueron seleccionadas para recibir un orbitador causando decepción. Los funcionarios electos que representan a Houston, Texas, donde está ubicado el Johnson Space Center; y Dayton, Ohio, donde está ubicado el Museo Nacional de la Fuerza Aérea de los Estados Unidos, pidió investigaciones a las concesiones en el proceso de selección, aunque no se ha tomado muchas acciones hasta la fecha. Políticos locales y del congreso en Texas, cuestionaron si la política partidista tuvo algún rol en la selección de las localidades. Los medios de Chicago cuestionario la decisión de no incluir al Planetario Adler en la lista de instalaciones para recepción de los orbitadores, señalando que Chicago es la 3º población más grande de Estados Unidos. El presidente del comité de la NASA que hizo las selecciones señaló la orientación del Congreso fue que los orbitadores fueran a las instalaciones donde la mayor cantidad de personas puedan verlos, y que los vínculos con el programa espacial del sur de California (hogar de la base Aérea Edwards, donde casi la mitad de los vuelos de los transbordadores han terminado y el hogar de las plantas de fabricación de los orbitadores y los motores principales de los transbordadores) el Smithsonian (reparador de los artefactos aéreos y espaciales), El Complejo espacial Kennedy para Visitantes (donde todos los lanzamientos de transbordadores, han creado una gran atracción turística) y el Museo Intrépido Mar-Aire-Espacio (el cual sirvió como buque de recuperación del proyecto Mercury y el Proyecto Gemini)
El Inspector General de la NASA dio a conocer un informe sobre una auditoría del proceso de selección de los lugares de presentación órbita en agosto de 2011. El informe pone de relieve los problemas que llevaron a la decisión final. El Museo de Vuelo en Seattle, Washington, March Field Air Museum, Riverside, California, Evergreen Aviation and Space Museum, McMinnville, Oregon, Museo Nacional de la Fuerza Aérea de Estados Unidos, Dayton, Ohio, San Diego Air and Space Museum, San Diego, Space Center Houston, Houston, Texas, Tulsa Museo del Aire y del Espacio y Planetario, Tulsa, Oklahoma y US Space and Rocket Center en Huntsville, Alabama obtuvieron malos resultados en el acceso internacional. Además Brazos Valley Museo de Historia Natural y la Biblioteca de Bush en Texas A & M, en College Station, Texas anotó muy mal en la asistencia de museo, la población regional y era la única instalación encontrado para plantear un riesgo importante en el transporte de un orbitador allí. En general, el Centro de Ciencias de California anotó primero y Brazos Valley Museum of Natural History anotó pasado. Los 2 lugares más controvertidos que no se adjudicaron un orbitador, el Centro Espacial de Houston y el Museo Nacional de la Fuerza Aérea de Estados Unidos terminó segundo para durar y cerca de la mitad de la lista, respectivamente. El informe señaló un error de puntuación, que si se corrige habría colocado el Museo Nacional de la Fuerza Aérea de Estados Unidos en un empate con el Museo Intrepid y Kennedy Complejo de Visitantes (justo debajo del Centro de Ciencias de California), aunque debido a la financiación se refiere a las mismas decisiones habría se han hecho.

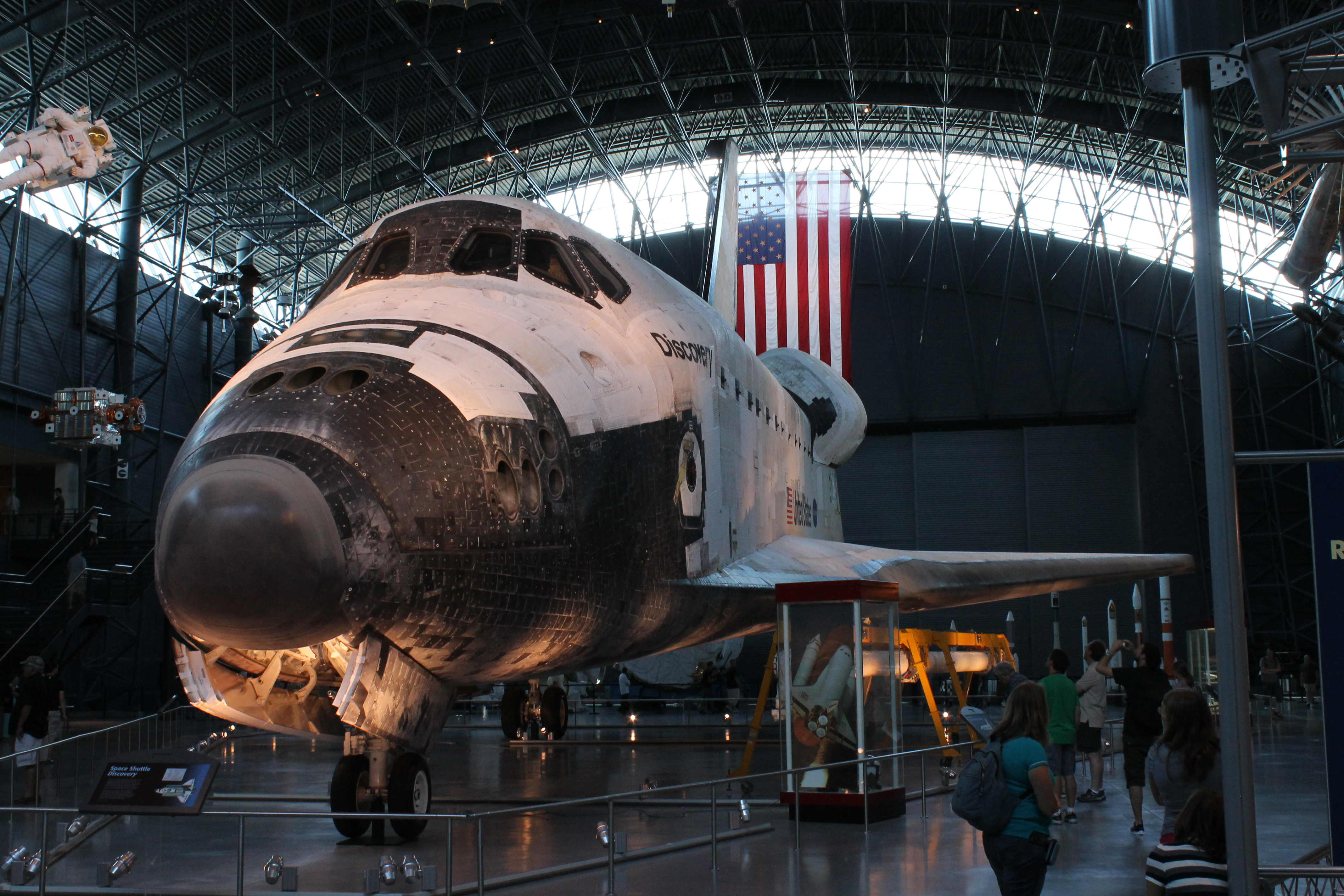
Transbordador espacial Discovery exhibido en el centro de restauración Udvar-Hazy

El Museo de Vuelo en Seattle, Washington no fue seleccionado para recibir un orbitador real, pero en cambio recibirá el 3 historia de cuerpo completo entrenador del Fondo Espacial Maqueta Vehículo en el Centro Espacial Johnson en Houston, TX. Los funcionarios del museo, aunque decepcionado de que no recibirían un orbitador espacio volado, señalaron a los planes para permitir al público a ir dentro del entrenador, algo que no es posible con un orbitador real.

### Hardware de carga útil
- Spacelab Pallet Elvis – entregado al museo de transporte Suizo, Suza, en marzo de 2010.[13]
- Uno de los dos laboratorios espaciales exhibidos en el aeropuerto de Bremen, Alemania.[13]
- Otro laboratorio espacial exhibido en el centro Udvar-Hazy detrás del Discovery
- MPLM Leonardo: convertido al módulo multiusos permanente de la ISS.[4]
- MPLM Rafaello: retirada de la bahía de la atlántica, destino desconocido.
- MPLM Donatello: la MPLM sin utilizar, algunas de sus partes fueron reutilizadas para Leonardo, el resto se desconoce su paradero.
- Varios palets del espacio utilizados desde STS-1: el destino de estos objetos van desde el almacenamiento centro espacial de chatarra de piezas de museo.

### Azulejos
La NASA dirigió un programa para donar tejas térmicas del sistema de protección a las escuelas y universidades a $23,40 USD cada uno (la tasa de S&H). Unos 7.000 azulejos están disponibles a quien primero solicite la entrega, pero con una cantidad limitada a cada institución. Para comprender la magnitud, cada aparato utilizó más de 24.000 azulejos.

### SSME
Un total de cerca de 42 SSMEs reutilizables (Pratt & Whitney RS-25/26) han sido parte del programa STS, con tres utilizados por orbitador y por misión. Se tomó la decisión de retener todos los motores con planes para hacer uso de ellos en los futuros vehículos de lanzamiento.

#### Boquillas SSME
Inyectores de motores desgastados se consideran normalmente chatarra, aunque nueve boquillas pueden ser reformadas para su visualización en los orbitadores donados, por lo que los motores reales pueden ser retenidos por la NASA.

### Canadarm (SRMS) & OBSS
Tres brazos Shuttle fueron utilizados por la NASA; los brazos de tanto Discovery y Atlantis se quedarán en el lugar para su exhibición del museo. El brazo Endeavour fue eliminada del orbitador de pantalla independiente en Canadá. La extensión OBSS del brazo del Endeavour fue dejado en la Estación Espacial Internacional, para su uso con el brazo robótico de la estación.

### Información Tecnológica
En diciembre de 2010, según la NASA preparada para el final del programa STS, en una auditoría realizada por la Oficina de la NASA de Inspección General (OIG) encontró que la tecnología de la información había sido vendido o preparados para la venta que aún contenía información confidencial. La NASA OIG recomienda a NASA ser más cuidadosa en el futuro. 

### Otros equipos de transporte

#### Complejo de lanzamiento 39
Las almohadillas gemelas originalmente construidos para el programa Apolo ahora están inactivos. El Complejo de lanzamiento 39B (LC-39B) fue desactivado la primera el 1 de enero de 2007. Tres torres de rayos se agregaron a la plataforma y fue temporalmente "reactivado" en abril de 2009, cuando el Endeavour fue puesto en estado de alerta para rescatar a la tripulación de la misión STS-125 (la misión STS-125 fue el último en visitar el telescopio espacial Hubble, que significaba que la ISS estaba fuera de rango), si es necesario, y luego el Endeavour se movió al Complejo de lanzamiento 39A (LC-39A) para la misión STS-126. En octubre de 2009 el prototipo Ares IX cohete fue lanzado desde el LC-39B. A continuación, la almohadilla se desactiva de forma permanente y ahora está siendo desmantelada y modificado para el programa espacial sistema de lanzamiento, y posiblemente otros vehículos de lanzamiento. Al igual que las estructuras de Apolo antes que ellos, se desecharon las estructuras de transporte. El LC-39A fue desactivado en julio de 2011 se puso en marcha después de la misión STS-135. Queda como lo hizo el 8 de julio de 2011 completo con una plataforma móvil del lanzador. El 16 de enero de 2013, se informó erróneamente [¿quién?] que la NASA planea abandonar la almohadilla, pero el plan actual es que, al igual que la almohadilla B, convertirlo para otros cohetes sin desmontar la misma. [cita requerida] Si la NASA hizo plan para desmantelar definitivamente las almohadillas, que tendrían que restaurarlos a su apariencia era Apolo original como las dos almohadillas están en el Registro Histórico Nacional.[cita requerida]

#### Ensamblaje de vehículos
Después de la misión STS-135, el VAB se utilizó como un cobertizo de almacenamiento para los transbordadores retirados del servicio antes de que fueran enviados a museos. Alta Bay 3 está siendo destruida de todo el equipo y dado plataformas actualizado, para apoyar el sistema de lanzamiento espacial y potencialmente el Falcon Heavy de SpaceX, así como otros vehículos. Después fue dado de baja el servicio de transporte, la NASA abrió el VAB de visitas públicas, que terminó el 11 de febrero de 2014, como la NASA prepara el VAB de los futuros vehículos de lanzamiento.

#### Plataformas de Lanzamiento móviles
Las plataformas de lanzamiento gemelas Actualmente se están modificando para el sistema de lanzamiento espacial con una gran torre se asemeja a los utilizados en el programa Apolo. Las obras que se complete en 2016.[cita requerida]

#### Transportador Crawler
Las orugas-transportistas fueron utilizados como la parte móvil de la almohadilla con los transbordadores; los dos vehículos fueron desactivados y se están mejorando para el programa SLS. Los crawlerways utilizados para el transporte de vehículos de lanzamiento del VAB de las pastillas de gemelos de KSC también están siendo ampliamente renovado para el programa SLS.

#### Dispositivos Mate-Demate
Se utiliza para aparearse el transbordador en el portaaviones de traslado, los Dispositivos Mate-Demate fueron desmanteladas y desechado.[cita requerida]

#### Shuttle Carrier Aircraft
Dos aviones Boeing 747 modificados se utilizaron para volar los transbordadores de nuevo a KSC cuando aterrizaron en la Base Aérea Edwards. N911NA fue retirada el 8 de febrero de 2012 y ahora es un casco de repuesto para el "SOFIA" 747. La otra aeronave, N905NA se utiliza para enviar Descubrimiento, Endeavour y Empresa a sus museos y en septiembre de 2012 se encontró que tenía pocas partes de Sofía. Actualmente, es una pieza de museo en el Centro Espacial Johnson.

#### Buques de recuperación de la NASA
Se utiliza para recuperar los SRB, MV Libertad y Libertad Estrella están separados. Libertad Estrella fue rebautizado como TV Reyes Puntero y fue trasladado a la Academia de la Marina Mercante en Nueva York para su uso como buque escuela. Permanecerá en la llamada en caso de que la NASA necesita para nuevas misiones. Libertad Estrella fue transferido a la flota de reserva James River el 28 de septiembre de 2012 y puesta bajo la propiedad del Departamento de Transporte.

#### Instalación de procesamiento Orbiter
Los edificios utilizados para procesar los transbordadores después de cada misión se retiraron. OPF-1 fue arrendado a Boeing en enero de 2014 para procesar el avión espacial X-37B mientras OPF-3 también es utilizado por Boeing para la fabricación y las pruebas de la nave espacial CST-100 Starliner. OPF-2 actualmente permanece inactivo.

#### Shuttle Landing Facility
La pista de aterrizaje en el KSC se utiliza actualmente como un cauce normal para el centro y la vecina operaciones diarias de Cabo Cañaveral.[cita requerida] Puede ser utilizado para aterrizar los aviones espaciales X-37B y Sierra Nevada Dream Chaser.[cita requerida]

## Sucesores del Transbordador Espacial

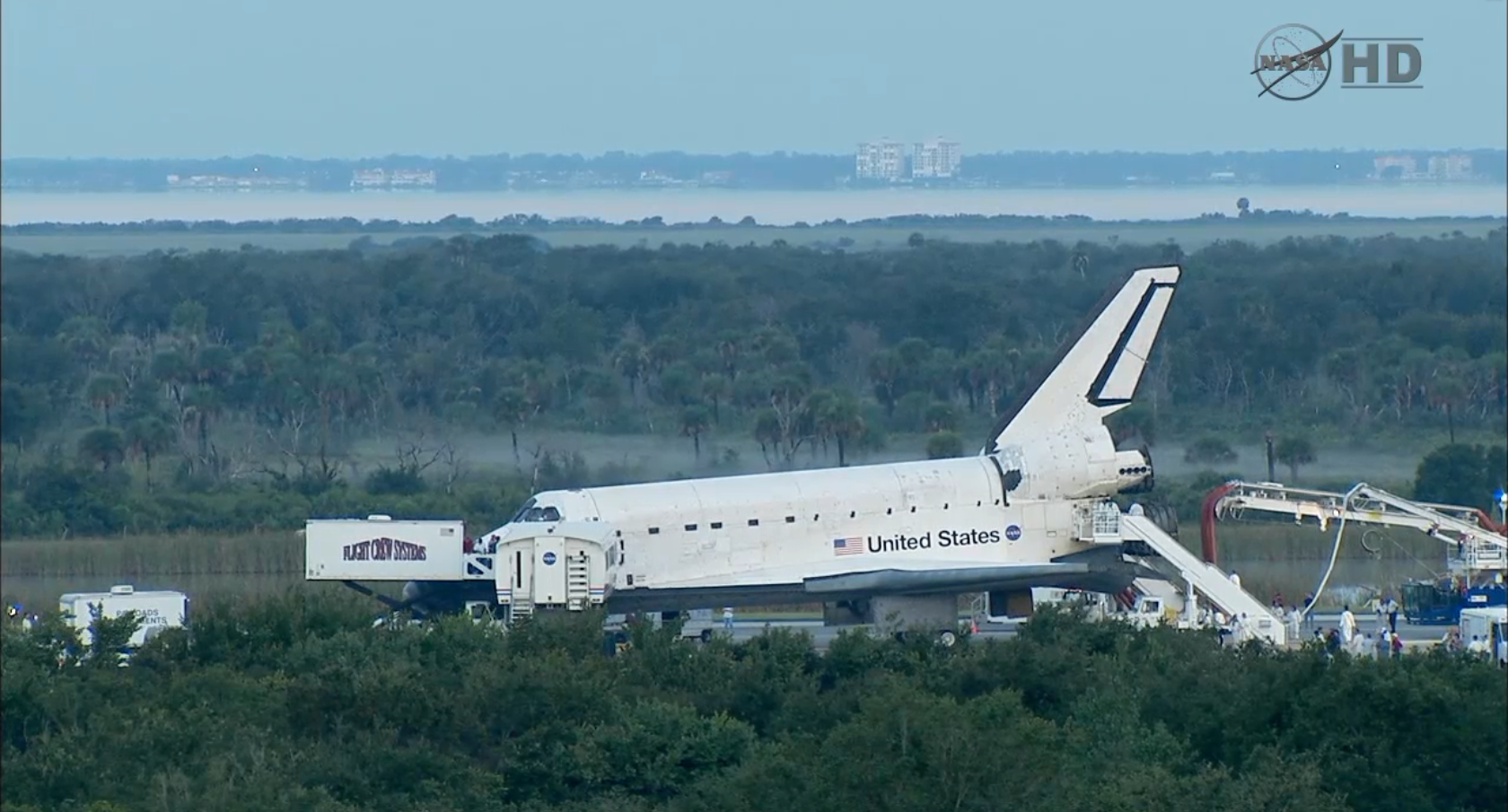
Atlantis about 30 minutes after final touchdown

En los años 1980 y 1990, uno de los sucesores planificadas a STS se llamaba "Shuttle II". En un momento antes de la jubilación, la extensión del programa del transbordador espacial por otros cinco años, mientras que un reemplazo se puede desarrollar, fue examinado por el gobierno de Estados Unidos.
Para la comparación a una jubilación más temprana, cuando el Saturno IB ha sido trasladado en 1975 para el proyecto de prueba Apollo-Soyuz, el programa de desarrollo de traslado ya estaba en marcha. Sin embargo, el traslado no voló hasta 1981, que dejó una brecha de seis años en los Estados Unidos los vuelos espaciales tripulados. Debido a esto y otras razones, la estación espacial estadounidense Skylab quemó en la atmósfera.

### Programa Constelación
Tras la destrucción del transbordador espacial Columbia, a principios de 2003 el entonces presidente George W. Bush, anunció su Visión para la Exploración Espacial, que llamó a la finalización de la parte estadounidense de la Estación Espacial Internacional en 2010 (debido a los retrasos que esto no ocurriría hasta 2011), el retiro de la flota del transbordador espacial tras su finalización, para volver a la Luna en 2020 y un día a Marte. Un nuevo vehículo tendría que ser desarrollado, con el tiempo fue nombrada la nave espacial Orión, una variante de seis personas habría mantenido la ISS y una variante de cuatro personas habría viajado a la Luna. El Ares habría lanzado Orión, y el vehículo de lanzamiento de carga pesada (HLV) Ares V se han puesto en marcha el resto del hardware. El módulo lunar Altair habría aterrizado tripulación y la carga sobre la luna. El programa Constelación experimentó muchos sobrecostos y demoras horario, y se disgustaba abiertamente por el presidente Barack Obama.
En febrero de 2010, la administración de Obama propuso la eliminación de los fondos públicos para el programa Constellation y cambiando una mayor responsabilidad del servicio de la ISS a las empresas privadas. Durante el discurso en el Centro Espacial Kennedy el 15 de abril de 2010, Obama propuso la selección del diseño del nuevo HLV que reemplazaría el Ares-V no se produciría hasta el año 2015. El Congreso de Estados Unidos redactó la Ley de Autorización de la NASA de 2010 y el presidente Obama firmó la ley el 11 de octubre de ese año. El acto de autorización cancelaba oficialmente el programa Constelación.

## Galería

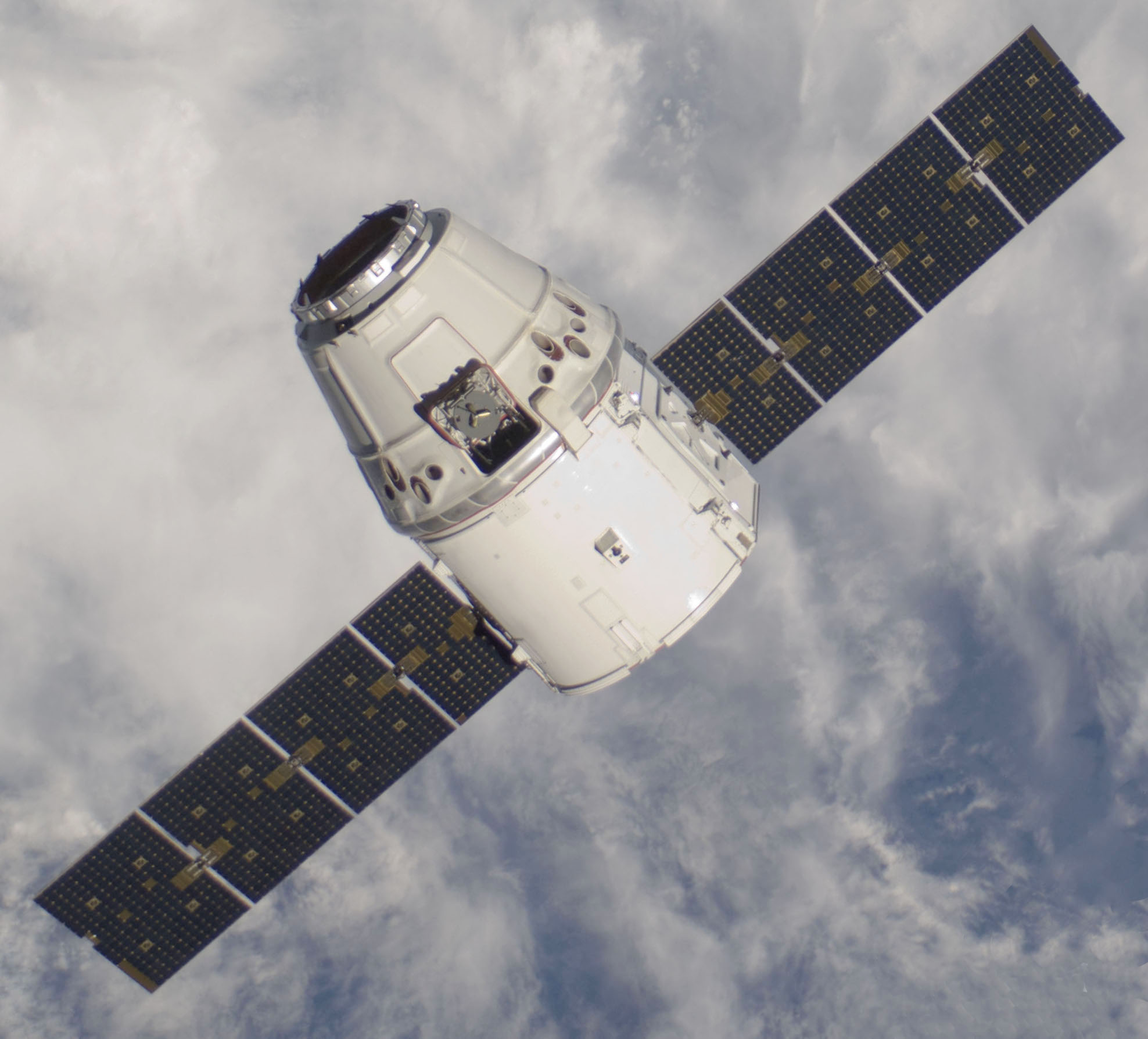
The unmanned variant of Dragon is seen approaching the ISS
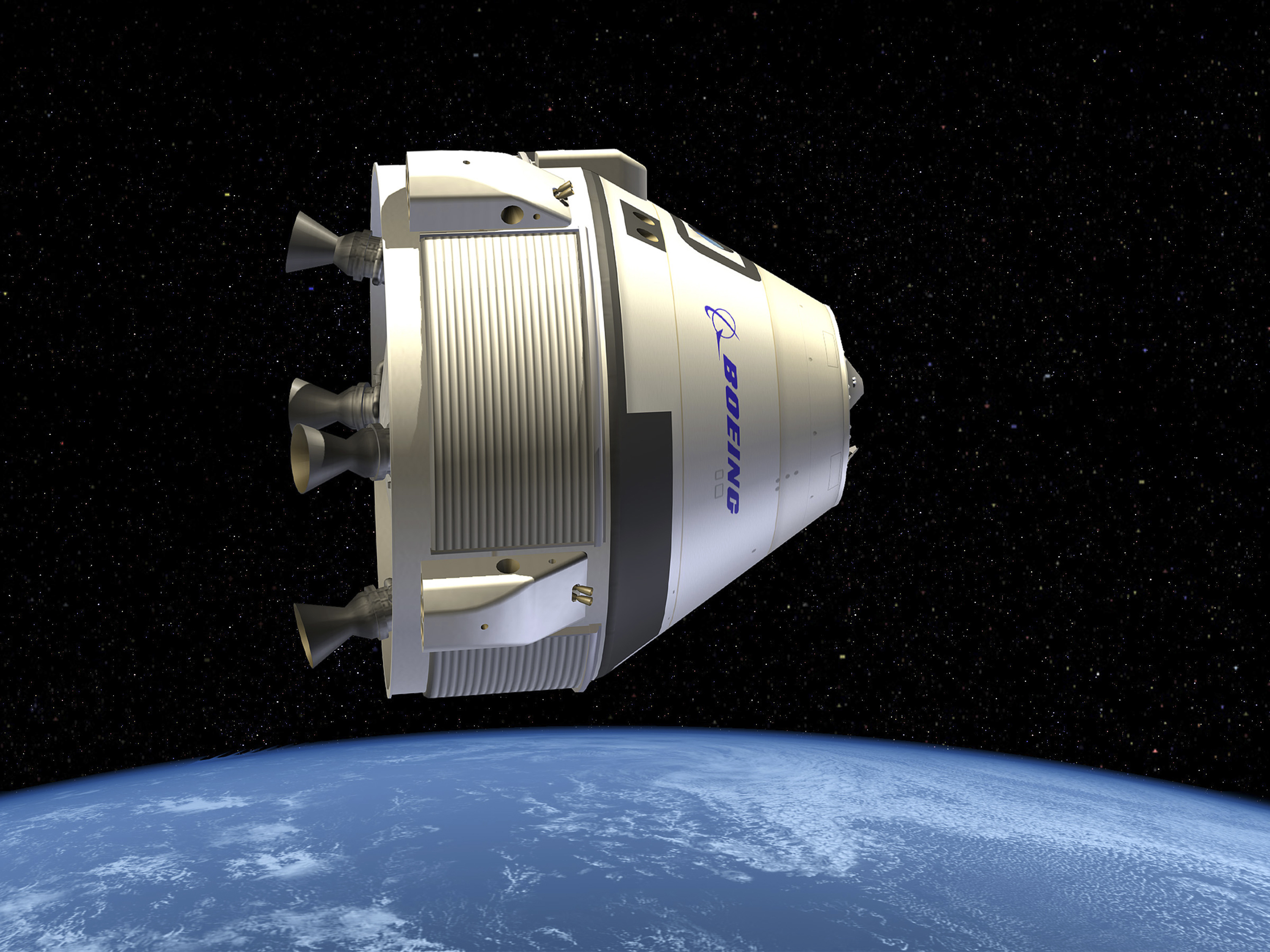
Computer rendering of CST-100 in orbit